# William L. Laurence
Pour les articles homonymes, voir Laurence.
William Leonard Laurence, né le 7 mars 1888 à Salantai (Gouvernement de Kowno, Empire russe) et mort le 19 mars 1977 à Majorque, est un journaliste américain né en Lituanie.
Il est connu pour l'écriture de sujets scientifiques dans les années 1940 et 1950 alors qu'il travaille pour le New York Times.
Il reçoit deux prix Pulitzer et est l'historien officiel du projet Manhattan en tant que seul journaliste à assister à l'essai atomique Trinity et au bombardement atomique de Nagasaki.
Il est aussi l'inventeur de l'expression emblématique « âge atomique », qui est devenu populaire dans les années 1950.